# 桐澤誠
桐澤 誠（きりさわ まこと、 - 2011年4月29日）は、日本の薬学者。日本大学薬学部初代学部長、元日本大学副総長。日本大学名誉教授。日本大学薬学部設置に尽力した。薬学博士（東京大学）。桐沢誠とも表記される。

## 略歴・人物
1948年（昭和23年）東京大学医学部薬学科卒業、製薬会社に入社。1952年（昭和27年）4月から1958年（昭和33年）3月まで東京大学医学部薬学科薬品製造学教室において、アルカロイドの合成研究に従事。薬学博士の学位を取得。
1958年（昭和33年）4月に日本大学理工学部薬学科講師。1960年（昭和35年）4月助教授、1967年（昭和42年）9月教授。その後、1971年（昭和46年）分析化学研究室の教授に就任、1980年（昭和55年）以降、1992年（平成4年）11月に定年退職まで薬品製造学および薬品化学研究室の教授。1975年（昭和50年）4月より1977年（昭和52年）3月及び、1981年（昭和56年）10月より1988年（昭和63年）3月までの二度にわたり、日本大学理工学部薬学科教室主任、この間に理工学部次長(昭和60年7月〜同62年8月)兼任。その後、薬学科が理工学部から分離独立し薬学部が設置され、1988年（昭和63年）薬学部長。さらに、学校法人日本大学評議員(昭和63年4月〜平成3年3月)、日本大学理事(昭和63年5 月〜平成3年3月)および日本大学副総長(平成元年9月 〜平成2年8月)。1992年（平成4年）11月28日退職。1993年（平成5年）1月1日名誉教授。薬学部のみならず日本大学全体の発展に貢献した。
学会活動では、日本薬学会評議員(昭和55年4月〜同56年4月、昭和58年4月〜同60年4月、昭和63年4月〜平成4年4月)、日本薬学会関東支部長(昭和55年5月〜同56年5月)、日本薬学会理事(昭和56年4月〜同58年4月)、日本薬学会国際交流委員会委員(昭和58年1月〜昭和59年3月)を務めた。さらに、日本私立薬科大学協会理事(昭和61年12月〜同63年6月)、日本私立薬科大学協会監事(昭和63年6月〜平成2年6月)を歴任、私立薬科大学の発展に寄与した。2003年（平成15年）11月、瑞宝中綬章受章。